# Stare tranzitorie
În teoria sistemelor se spune că un sistem este într-o stare tranzitorie atunci când una sau mai multe variabile de proces au fost modificate și sistemul nu a atins încă o stare staționară. În electrotehnică timpul necesar unui circuit electric pentru a trece de la o stare staționară la alta stare staționară se numește timp tranzitoriu.

## Exemple

### În electrotehnică
Când este închis un comutator dintr-un circuit electric care conține un condensator sau un inductor, componenta respectivă reacționează la modificarea tensiunii sau a curentului, făcând ca sistemului să îi fie necesară o perioadă substanțială de timp pentru ajunge la o nouă stare de echilibru, staționară. Această perioadă de timp este cunoscută sub denumirea de stare tranzitorie.
Un condensator acționează ca un scurtcircuit imediat după ce comutatorul este închis, crescându-și impedanța în timpul stării tranzitorii până când în starea staționară acționează ca un element care deschide circuitul.
Un inductor acționează invers, comportându-se inițial ca un element care deschide circuitul, scăzându-și impedanța în timpul stării tranzitorii până când în starea staționară acționează ca un element care scurtcircuitează capetele sale.

### În mecanică
În mecanică orice mecanism care nu este în echilibru va trece printr-o serie de stări tranzitorii până va atinge echilibrul. De obicei starea staționară corespunzătoare echilibrului se obține datorită acțiunii frecării.

### În termotehnică
În transmiterea căldurii orice regim în care temperaturile se modifică în timp sunt considerate regimuri tranzitorii, iar sistemul termodinamic trece printr-o serie de stări tranzitorii până când ajunge într-o stare staționară.
Motoarele cu ardere internă, la orice schimbare de sarcină acestea trec prin stări tranzitorii până când ajung într-o stare staționară. La fel generatoarele de abur, turbinele cu abur și cu gaze.

### În ingineria chimică
Când un reactor chimic este pus în funcțiune, concentrațiile, temperaturile, compoziția speciilor chimice și vitezele de reacție se schimbă în timp până când în funcționare se ating valorile nominale ale variabilelor de proces.